# جودة

الجَوْدة  أو الجُودة أو النوعية (بالإنجليزية: Quality)‏ في مجال التصنيع هي مقياس للتميز أو حالة الخلو من العيوب والنواقص والتباينات الكبيرة عن طريق الالتزام الصارم بمعايير قابلة للقياس وقابلة للتحقق لإنجاز تجانس وتماثل في الناتج ترضي متطلبات محددة للعملاء أو المستخدمين. معيار أيزو 8402-1986 يحدد الجودة على أنها «مجمل السمات والخصائص لمنتج أو الخدمة التي تجعله قادراً على تلبية الاحتياجات المذكورة صراحة أو المضمنة».
بدأت فكرة القيام والاهتمام بالجودة مع برنامج الفضاء في الولايات المتحدة حيث كان أي خطأ أو عدم انضباط تؤدي إلى انفجار صاروخ وقت اطلاقه. خسارة مالي باهظة ثم مع الشروع بالرحلات إلى الفضاء والاهتمام بسلامة رواد الفضاء. الصاروخ يتكون من مئات آلاف الأجزاء وكلها يجب أن تعمل على وجه سليم حتى يتحقق اطلاق سليم والمحافظة على أرواح رواد الفضاء. وأصدرت أول معايير الجودة بغرض قياس جودة كل جزء من بنية الصاروخ والتأكد من نظام عملها كمجموع.

ثم تعمم مفهوم الجودة وأصبحت الجودة متعلقة على وحدات المؤسسة بكاملها من الإدارة إلى جودة المواد الواردة، إلى جودة الإنتاج وجودة العاملين، إلى الفحص، إلى المخازن، وكذلك التوريد، وخدمات ما بعد التوريد لصالح العميل. وتنظم الجودة في المؤسسة بآليات ونظم مكتوبة لكل قسم على حدة، ونظم مكتوبة للتوفيق بين جودة أقسام المؤسسة، بغرض التحكم في الجودة وكذلك ضمانها، ومنها:
- تخطيط الجودة
- ضمان الجودة
- ضبط الجودة
- التطوير المستمر

## نبذة تاريخية
نشأ الاهتمام بتنظيم الجودة ونصوص لوائحها أثناء برنامج أبولو في الولايات المتحدة الأمريكية حيث يتكون الصاروخ من عدة عشرات أو مئات ألاف من القطع والعمليات، تلزم أن تؤدي كل منها عملها بدقة لكي ينطلق الصاروخ على الوجه المخطط له. من هنا وضعت الائحات للتحكم وإتقان عملية إنتاج كل قطعة، وعملية تركيب القطع بعضها البعض، ووضع مخططات تضمن أن يسير عملها جميعا كنظام متكامل بحسب المطلوب، من دون أن تختل قطعة واحدة منهم فيفشل إطلاق الصاروخ.
وعليك أن تتصور تأليف لوائح متضامنة وتطبيقها للتحكم في الجودة، وضمان سير جميع أجهزة وجميع مراحل بعثة فضائية بغية أن تضمن سلامة ثلاثة رواد فضاء في رحلتهم إلى القمر بصاروخ والهبوط عليه بمركبة هبوط قمرية ثم العودة إلى الأرض والهبوط عليها سالمين.
المعنى التقييمي للجودة: هو جودة كل صفات الشيء أو النظام، أو العملية.
وهي صفة لحالة نظام وخصائصه، التي تكون متوافقة مع المطلوب منه خلال فترة زمنية معينة. فالجودة قد تكون جودة «الشيء المنتج»، مثل الدواء الذي يتكون من «خلطة» مركبات كيميائية وتأثيرهون، كما أن على المريض اتباع نظام تناول الدواء، والمحافظة عليه بالنسبة لدرجة الحرارة المناسبة والبعد عن الضوء. بذلك تكتمل الفائدة.

## أربعة دعائم للجودة
قام فيليب كروسبي بتعريف أربعة دعائم للجودة، كالآتي:
1. تعريف الجودة هو مطابقة المتطلبات.
2. نظام الجودة يتمثل في الوقاية من الأخطاء.
3. معيار الأداء في الجودة هو «صفر عيوب».
4. قياس الجودة هو تكلفة عدم المطابقة.

## أبعاد جودة المنتج
أبعاد الجودة في منتج ما تتمثل في النقاط الآتية كما وضعها ديفيد غارفين (Garvin 1987)، ومتى تم تحقيقها يكون قد توصلنا لتلبية متطلبات المستهلك:
1. الأداء (بالإنجليزية: Performance)‏: مدى قدرة المنتج على القيام بالوظائف المطلوبة منه.
2. الوثوقية Reliability: أقصى مدة يمكن للمنتج أن يكون صالح للاستخدام
3. التحملية أو المتانة أو الاستمرارية أو الاستدامه Durability: أقصى مدة يمكن للمنتج أن يعيش.
4. الخدمية أو قابلية الاستخدام (بالإنجليزية: Serviceability)‏: مدى سهولة إصلاح المنتج واعادته لحالته الطبيعية مع الاخذ في الاعتبار التكلفة المالية والسرعة الزمنية للإصلاح.
5. الجماليات (بالإنجليزية: Aesthetics)‏: مدى أناقة وجاذبية المنتج.
6. المزايا أو خصائص المنتج (بالإنجليزية: Features)‏: أمكانية إضافة بعض الوظائف لتحديث وتطويرالمنتج.
7. سمعة المنتج (بالإنجليزية: Perceived Quality)‏: سمعة الشركة المصنعة للمنتج.
8. المطابقة للمعايير (بالإنجليزية: Conformance to Standards)‏: مدى التقيد بالمواصفات المطلوبة من قبل المصنع لتحقيق متطلبات المستهلك.

## الأبعاد السبعة لجودة الخدمة
حسب كتاب «إدارة العمليات» من تأليف روبرتاس. راسل وبرنارد تايلور الثالث والذي نشره برينتس هول، فأن أبعاد الجودة بالخدمات هي:
1. الوقت ودقة التوقيت (بالإنجليزية: Time & Timeliness)‏
2. الإحاطة الاكتمال(بالإنجليزية: Completeness)‏
3. المجاملة أو اللياقة (بالإنجليزية: Courtesy)‏
4. التناسق التناغم (بالإنجليزية: Consistency)‏
5. الموصولية (إمكانية الوصول) سهولة الوصول الراحة(بالإنجليزية: Accessibility & Convenience)‏
6. الدقة (بالإنجليزية: Accuracy)‏
7. الاستجابة (بالإنجليزية: Responsiveness)‏

## معايير ضمان الجودة
الجودة بحسب تعريف النظام العياري العالمي (إيسو) EN ISO 9000:2005 (لعام 2005) أن الجودة تحدد مدى انطباق مواصفات منتج أو خدمة للمواصفات المطلوبة. ويمكن أن توصف الجودة بعدة صفات تعبر عن تصنيفها، مثل: جودة سيئة، أو جودة جيدة أو جودة ممتازة. وهي تختص بصفات الشيء ذاته ويمكن قياسها، مثل الطول والعرض، والوزن، والنسب، وخواص المواد.
أما صفات مثل «جميل» أو «رخيص» فلا تدخل في تقييم الجودة حيث أنها ليست صفات واقعية يمكن قياسها. أي أن السعر أو التقييم الشخصي لا يدخل في تقييم الجودة. ولكن يمكن عن طريق تعريف الفئة صاحبة المصلحة فيمكن بسؤالهم والاستفسار عندهم عن جودة الشيء ووضع أسس لتقييم الجودة فتصبح بذلك جودة يمكن قياسها.
وقد أصبح في ألمانيا هذا التعريف عن الجودة ساريا وحل محل التعريف القديم المذكور في النظام القياسي الألماني الأوروبي DIN EN ISO 8402:1995-08 لعام 1995. وهو يحدد الجودة بالنسبة إلى المواد الواردة، فحص المواد الواردة، التحكم في الإنتاج، فحص المنتجات الوسطية، تفتيش معايرة المواد، التجميع، وطرق الفحص النهائي، وطرق التخزين، التوريد، نظام التعامل مع المنتجات المردودة من العملاء بسبب فسادها.
كما يوجد نظام خاص لجودة المنتجات الكهربائية وضعته الهيئة الدولية للتكنولوجيا الكهربائية IEC 2371، وهو يعرّف الجودة «تطابق بين المواصفات المختبرة وبين الموصافات المحددة لوحدة معينة.»
وبينما كانت الجودة في الماضي تصف عادة صفات منتجات أو خدمة، أي أن تتمشي مع طلبات الزبائن في المركز الأول، فقد وسع مفهومها في فكر وبرامج أعمق تشمل «برامج الجودة الكلية»، مثل «إدارة الجودة الكلية» التي نبعت من «إدارة الجودة» لوصف جودة مؤسسة بكاملها. وبجانب متطلبات الزبائن، فهناك متطلبات العاملين، ومتطلبات المستثمرين، ومتطلبات الجمهور (متطلبات قانونية)، تقاس على أساسها الجودة الكلية لمؤسسة تتبع نظام «الجودة الكلية».

### مفاهيم عن حقيقة «الجودة»
ويعدّ تعبير (نجاح طويل الأمد من خلال إرضاء الزبون) بحق هو قمة ما يفترض أن تحققة أدارة الجودة الشاملة، غير أن العبارة لا تخبرك كثيراً بالتفاصيل. وعمومـاً يوجد على الأقل خمسـة مفاهيم عن حقيقـة «الجودة» وكل واحد منها مثير للنزاع وقابل للجدل والمناقشة.
- فائقة: الجودة تعني التفوق؛ تعرفها عندما تراها.
- قائمة على المنتَج: حيث تتعامل الجودة مع اختلافات في الجودة لبعض الخصائص أو الصفات المميَّزة. ويكون المنتج ذو الجودة العالية أصلب أو أكثر ليونة أو أكثر نعومة أو أكثر قوة.
- قائمة على المستخدم: تعني الجودة ملاءمة الاستخدام - أي قدرة المنتَج أو الخدمة على إرضاء توقعات وتفضيلات الزبائن.
- قائمة على التصنيع: تعني الجودة الانسجام والمطابقة مع المتطلبات - الدرجة التي يلائم بها المنتج مواصفات تصميمه.
- قائمة على القيمة: فالمنتج ذو الجودة الأعلى هو المنتج الذي يُعطى الزبائن أقصى ما يمكن مقابل ما يدفعونه من أموال - أي المنتَج الذي يفي باحتياجات الزبائن بالسعر الأقل.

وفي الوقت الحاضر، ليست الجودة مجرد تكنولوجيا بسيطة بل هي أيضاً فلسفة مشتركة.
مبادئ ديمنج

## تعريف منظمةأيزو
إدارة الجودة الشاملة هي منهج إداري لمؤسسة أو شركة.ويركّز على الجودة، وتعتمد على مساهمة جميع الأعضاء وتهدف إلى نجاح طويل المدى من خلال إرضاء العميل واستفادة جميع أعضاء المؤسسة والمجتمع أيضا.
وقد تعاظم الوعي بالجودة منذ نهاية الحرب العالمية الثانية حيث كانت الأهمية منوطة بعمليات التفتيش والرقابة حيث بدأت الشركات اليابانية في استدعاء العلماء الأوربيين لتطوير مفهوم الجودة في الشركات اليابانية ومن أشهرهم ديمنج و جوران اللذان بدأ في تعليم اليابانين تقنيات ومفاهيم الجودة التي كانت الشركات الأمريكية لا تهتم بها في هذا الوقت ويعد ادوارد ديمنج Edward Deming رائد الجودة الأمريكية أبرز من استخدم وطبق الرقابة الاحصائية على الجودة حيث اعتمد على جمع معلومات عن مستوى الجودة من خلال الرقابة على عمليات الإنتاج أثناء تنفيذها، ثم قام بتحليلها باستخدام الاساليب الاحصائية من اجل الوقوف على مستوى الجودة المتحقق.
فكانت أول مراحل الوعي بالجودة هي مرحلة الاهتمام بالتفتيش والفحص الذي كان يتم باستخدام الوسائل الفنية منذ ظهور نظام الإنتاج الكبير وعادة ما كانت تتم متابعة الجودة أثناء عملية الإنتاج ذاتها.حيث كان التركيز في قياس الجودة محصوراً في عملية الفحص حيث يتم استبعاد المعيب منها وكان الفحص عشوائيا استنادآ الي التقديرات الاحصائية وانحصرت مسؤلية الرقابة على الجودة في مدير الجودة وكانت عملية التفتيش والفحص لأغراض الجودة فقط.
كذلك لم يتم الاهتمام بمعرفة وارجاع أسباب العيوب وتتبعها ولم تخلو المنتجات من العيوب في هذه المرحلة وكان في تلك الفترة مفهوم الجودة يدور حول مطابقة المواصفات فقط حيث يتم تصميم المنتج وفقاً لما يريدة المنتج وليس وفقا لما يريده العميل.
ثم تتابعت النظريات والممارسات الإدارية التي تؤكد على الجودة إلى أن قامت قامت الشركات الأمريكية بتطوير وتوسيع مفهوم إدارة الجودة الاستراتيجية بإضافة جوانب أكثر شمولا وعمقا واستخدمت اساليب متطورة في مجال تحسين الجودة والتعامل مع الزبائن والموردين، وتفضيل اساليب تأكيد الجودة ليصبح أسلوبا رقابيا استراتيجيا على الجودة الاستراتيجية. ويلاحظ أن إدارة الجودة الشاملة هي امتداد لإدارة الجودة الاستراتيجية ولكن إدارة الجودة الشاملة أكثر عمقا وشمولية من إدارة الجودة الاستراتيجية إلى أن تبلورت إدارة الجودة الشاملة كفلسفة إدارية عامة تركز على الاستخدام الفعال للموارد المادية والبشرية للمؤسسة في اشباع احتياجات العملاء وتحقيق أهداف المؤسسة أو الشركة أو المصلحة، وذلك في إطار من التوافق مع متطلبات الزبون والمجتمع.

## مفهوم الجودة
الجودة كما وردت في قاموس أكسفورد تعني الدرجة العالية من النوعية أو القيمة.
وتضمنت المواصفة القياسية الدولية لمصطلحات الجودة إصدار عام 1994 تعريفا للجودة باعتبارها: مجموعة الخواص والخصائص الكلية التي يحملها المنتج أو الخدمة وقابليته لتحقيق الاحتياجات والرضاء أو المطابقة للغرض – Fitness For Use ".والصلاحية للغرض Quality is Fitness for use هو أكثر تعريفات الجودة ملائمة.
في محاولة شرح معنى إدارة الجودة ومراحل تطور مفاهيم الجودة لابد أولا من فهم معنى كلمة “الجودة”, فالبرغم من شيوع استخدام هذه الكلمة، إلا انه لم يتم الاتفاق على معناها حتى الآن، ويبدو انه على كثرة ما نسمعها نصبح أكثر اختلافا في معناها (برايس، 1990)
وتعرف الجودة على أساس القيمة (Value based) وهذا التعريف يصف الجودة على أساس التكلفة والسعر، وطبقا لهذا التعريف فان المنتج الجيد هو الذي يقدم أداء أو متطلبات متوائمة مع السعر والتكلفة المطلوبة (Feigenbaum, 1993). ولكن عيب هذا التعريف انه يركز على جانب واحد فقط وهو تخفيض التكاليف على المنظمة.
وتعرف الجودة كذلك على أنها المطابقة للمواصفات. فخلال الحرب العالمية الثانية، كان الطلب كبيرا جدا على الأسلحة الجيدة وبكميات كبيرة جدا. وكان مفهوم الجودة المقرر هو مدى مطابقتها للمواصفات التي يحددها الجيش. وكانت المصانع في تلك الفترة تركز على القطع المطابقة للمواصفات حيث إن القطع غير قابلة للتبديل مما يعنى فشل كامل المنتج في حال تعطل أي قطعة.
ونستنتج من التعاريف السابقة بأن (الجودة) تتعلق بمنظور العميل وتوقعاته وذلك بمقارنة الأداء الفعلي للمنتج أو الخدمة مع التوقعات المرجوة من هذا المنتج أو الخدمة وبالتالي يمكن الحكم من خلال منظور العميل بجودة أو رداءة ذلك المنتج أو الخدمة.

## تحديد الصلاحية للغرض بالعوامل الستة التالية
1. ملائمة التصميم Adequacy of Design: وهو إلى أي مدى يلائم التصميم للهدف المنشأ من أجله، بمعنى آخر مدى تحقيق مواصفات التصميم لمتطلبات العميل.
2. المطابقة مع التصميم:Conformance to Design: مدى المطابقة مع مواصفات التصميم بعد إتمام عملية التصنيع وتحدد بناءً على هذا العامل مسئوليات العمالة تجاه الجودة.مقدرات المنتج المرتبطة بالزمن.
3. الإتاحة للاستخدام Availability: مدى إتاحة استخدام العميل للمنتج عند الرغبة في ذلك ويقال أن المنتج متاح للاستخدام عندما يكون في حالته التشغيلية.
4. الاعتمادية الوثوقية Reliability: احتمال أداء المنتج لوظيفة محددة تحت ظروف تشغيل معروفة مع استمرار الأداء لفترة زمنية محددة وبدون فشل.
5. القابلية للصيانة Maintainability: مدى سهولة إجراء عمليات التفتيش والصيانة للمنتج وهناك طريقتان لإجراء الصيانة هما الصيانة الوقائية والصيانة العلاجية.
6. سهولة التصنيع قابلية الإنتاج Producability: مدى قابلية التصميم للتصنيع باستخدام المتاح من الوسائل والطرق والعمليات للكوادر البشرية العاملة بالمؤسسة.

وتعرف الجودة حسب النظام الدولي القياسي (إيسو) ISO 9000 لعام 2000 بأنها «مجموعة الصفات المميزة للمنتج (أو النشاط أو العملية أو المؤسسة أو الشخص) والتي تجعله ملبياً للحاجات المعلنة والمتوقعة أو قادراً على تلبيتها». النظام الدولي القياسي يتكون من فصول يجب أن تراعيها شركة أومؤسسة بغرض لتحكم في جودة منتجاتها: فحص الواردات، التصميم، التحكم في الإنتاج، فحص المنتجات الوسطية، التحكم في التركيب، الفحص النهائي للمنتج، التحكم في التخزين، التوريد، خدمات ما بعد التوريد، نظم التعامل مع منتجات مردودة من عملاء بسبب فسادها (أنظر أسفله (إيسو) 2000:ISO 9000).
ومن التعاريف الدارجة لجودة المنتج، (إلا أن بعضها يحصر الجودة في إطار ضيق):
-الجودة هي مطابقة المنتج للمتطلبات أو المواصفات.
-الجودة هي قدرة المنتج على إرضاء العملاء.
-الجودة هي انخفاض نسبة العيوب.
-الجودة هي انخفاض التالف والفاقد وإعادة التشغيل.
-الجودة هي انخفاض معدلات الفشل.
-الجودة هي انخفاض شكاوى العملاء.
الجودة هي انخفاض الحاجة إلى الاختبارات والتفتيش.
الجودة هي الإسراع بتقديم الخدمات للعملاء.
-الجودة هي تحسين الأداء.
-الجودة هي النجاح في تنمية المبيعات.
-الجودة هي النجاح في خفض التكاليف.
- الجودة هي الخلو من الاخطاء إلى أكبر قدر ممكن.
ومن الباحثين من يرى أن الجودة تعنى أشياء مختلفة لكل فرد أو مؤسسة وبالتالي فإنه يمكن تعريف الجودة حسب مبدأ التركيز على النحو التالي:
أ- التركيز على العميل:
يعرف ديمنج وجوران الجودة على أنها «إرضاء العميل» أو «مقابلة الغرض» وهذا المسلك يعتمد على قدرة الشركة على تحديد متطلبات العميل وبعد ذلك تنفيذ هذه المتطلبات. وهذا التعريف للجودة الذي يركز على العميل مناسب جداً للشركات التي لها خدمات ذات اتصال مباشر بالعملاء أو التي تعتمد في أداء خدمتها على عدد كبير من الموظفين.
ب - التركيز على العملية:
يعرف كروسبى الجودة على أنها «مطابقة المتطلبات». وهذا التعريف يعطى أهمية أكبر على دور الإدارة في مراقبة الجودة حيث أن دور العملية والطريقة في تقديم الخدمة هي التي تحدد جودة المنتج النهائي. وبالتالي فإن التركيز هنا داخلي وليس خارجي. وهذا التعريف مناسب للشركات التي تقدم «خدمات قياسية»، لا تتطلب اتصال كبير بالعملاء.
ج-التركيز على القيمة:
تعرف الجودة أحياناً أنها «التكلفة بالنسبة للمنتج، والسعر بالنسبة للعميل» أو «مقابلة متطلبات العميل على أساس الجودة، والسعر، والإمكانية» وبالتالي فإن التركيز هنا أيضاً خارجي وذلك بمقارنة الجودة مع السعر والإمكانية.

### اشتقاق الجودة في العربية
في اللغة العربية فإن الأصل الاشتقاقي للجودة هو: (ج ود) وهو أصل يدل على التسمح بالشيء وكثرة العطاء (معجم المقاييس 1/493). والجواد: السخي، وقيل: هو الذي يعطي بلا مسألة صيانة للآخر من ذل السؤال.
ومن اشتقاقاته: الجيد: ضد الرديء.
وجاد الشيءُ، يجود جودةٌ، وجودةً: صار جيداً. وقد جاد جود، وأجاد: أتى بالجيد من القول أو الفعل.
ويقال أجاد فلان في عمله وأَجْوَدَ، وجاد عمله يجود جودةً. ورجل مجيد: أي يجيد كثيراً. وبيّنُ الجودةِ: أي رائعٌ.(تاج العروس 4/403-404). ويقال هذا شيء جَيِّدٌ: بيّن الجُودة والجَودة. وجاد الفرس: أي صار رائعاً يجود جُودةً. (لسان العرب 3/135-136).
وعليه فإن المعنى اللغوي يتضمن : العطاء الواسع والأداء الجيد الذي يبلغ حداً فائقاً
ومن مرادفات الجودة الإتقان :
و الأصل الاشتقاقي (ت ق ن) يدل على إحكام الشيء، (معجم المقاييس 1/350)
والإتقان : الإحكام للأشياء. ورجل تِقْنٌ وتَقِنٌ متقن للأشياء: حاذق. (لسان العرب 13/73).
والتقن الرجل الحاذق، وأيضاً : رجل من الرماة يضرب بجودة رميه المثل.(تاج العروس 18/88).
وما سبق يتضح أن المعنى اللغوي يتضمن : الحذق وإحكام الأشياء وجودة الأداء.
ومن المعاني المتصلة بالجودة الكفاءة :
الأصل الاشتقاقي لها (ك ف ا) يدل على الحسب الذي لا مستزاد فيه. يقال : كفاك الشيء يكفيك، وقد كفى كفاية إذا قام بالأمر (معجم المقاييس 5/188).
فالمعنى اللغوي يتضمن : القيام بالأمر قياماً حسناً لا مزيد عليه.
وبالتطبيق على المنتجات والخدمات تصبح الجودة هي إجمالي الصفات والخواص للمنتج أو الخدمة التي تجعلها قادرة على تحقيق احتياجات مشمولة أو محددة بما ينعكس على رضاء المتلقي ومن ثم فلابد ان يكون المنتج أو الخدمة مطابقاً للمواصفات الموضوعة لها وإلا فإن القصور عن المواصفات مؤشر لعدم كفاءة الأداء فالجودة تعني التطابق مع احتياجات المستفيد ومن ثم فإن الجودة تقتضي منع الأخطاء والوقاية منها وليس مجرد اكتشافها ومعيار الجودة هو الخلو من العيوب ومقياسها هو التكلفة سواء تكلفة الأخطاء وتكلفة الإصلاح ومنع حدوث الخطأ مرة أخرى.

## الجودة والمواصفات القياسية
تمثل الجودة مجموعة السمات والخواص للمنتج التي تحدد مدى ملاءمته لتحقيق الغرض الذي أنتج من أجله ليلبى رغبات المستهلك المتوقعة وتعدّ المواصفات القياسية المحدد الأساسي للجودة، والتي تشكل أعمدة أساسية تقوم عليها جودة الإنتاج وجودة الخدمات ومن خلال هذه الأعمدة الأساسية يمكن إحداث عمليات التطوير المطلوبة لتلبى رغبات المستهلكين. (1)
أن المفهوم المحدد لرقابة جودة المنتج بواسطة إدارة أو شعبة محددة قد أصبح مفهوماً بالياً، وتحولت أقسام رقابة الجودة إلى مسئولية جماعية وظهر المفهوم السائد اليوم والذي ينادي بالإدارة الشاملة للجودة أو الضبط المتكامل لجودة الإنتاج وتقديم الخدمات.
1- متطلبات عناصر الجودة الشاملة:
1-1\	وضع مواصفات للمنتج بما يلبي توجهات السوق ومتطلبات المستهلك الحالية والمستقبلية.
1-2\ توحيد جودة المواد والمدخلات التي تتعامل معها المنشأة والتعامل مع موردي المدخلات من خلال مواصفات وشروط ملزمة.
1-3\ توكيد الجودة أثناء التحضير والإنتاج وتلافي الأخطاء قبل الوقوع فيها.
1-4\ توكيد جودة المنتج النهائي، متضمناً عمليات الفرز والتدريج والتغليف والتعبئة والبطاقة والنقل وضبط جودة الأجهزة والمعدات المستخدمة في القياس والمعايرة.
1-5\	تحليل المعلومات التي ترد من الأسواق والمستهلكين والعملاء والاستفادة منها في تحسين الأداء وتلافي الأخطاء.
1-6\	تدريب العاملين لرفع كفاءة الأداء والحفاظ على مستوى جودة الأداء وخلق روح الانتماء للمؤسسة من خلال السمعة الطيبة التي حازت عليها المؤسسة في توجهها لزيادة المبيعات وتقليل التكلفة وارضاء رغبات المستهلكين.
2 - المواصفات:
تعني المواصفات الخصائص والميزات الخاصة بالمنتج لتأدية غرض محدد، وتعدّ المواصفات لغة تفاهم ووسيلة اتصال مع كافة الحلقات المتعاملة مع المنتج أو مدخلاته، وتعدّ المواصفات من أكثر الوسائل وضوحاً وقبولاً لدي كافة شرائح المجتمع لأنها تعتمد على الشفافية وتشمل المواصفات الأتي:
2-1\ أوصاف المنتج: وتعني كافة الأوصاف التي يحتاج لها أثناء عمليات الإنتاج كالابعاد، والأوزان، والأحجام، وقوة الشد وغيرها.
2-2\	أوصاف محددة للمواد المستعملة في المنتج مثل الخواص الطبيعية، والكيميائية والهندسية.
2-3\	طريقة الإنتاج والتي تعدّ أحد الجزئيات للمواصفة حيث تختلف المواد عن بعضها لاخضاعها لطريقة الإنتاج الملائمة.
2-4\	تحدد المواصفات طرق القياس والمعايرة المطلوبة لاختبار المنتج أو المواد اللازمة، كما تحدد نوعيات الأجهزة والطرق المرجعية للاختبارات والتحاليل.
2-5\ تحدد المواصفات نوعيات التحضير والتجهيز المطلوبة وكيفية التخزين والتداول.
2-6\	تحدد المواصفة نسب التفاوت المقبولة في المنتجات والتي يمكن أن يستفاد منها في تحديد درجة جودة المنتج كما هو واضح في مجالات الخضر والفاكهة.
3- الشروط الواجب توفرها في المواصفات:
3-1\	وضوح المواصفة : يجب أن تكون المواصفة واضحة حيث يسهل فهمها بواسطة كل المعنيين بها كما يجب أن تكون بعيدة عن أي مصطلحات أو معاني غير واضحة، مما يعكس سمات الشفافية.
3-2\	التكامل : يجب أن تكون المواصفة متكاملة في المضمون والمعني مما يبعد اجتهادات الأفراد لإدخال أو تبديل أي جزئية منها، ويتطلب هذا الأمر أن تكون المواصفة المعنية قد مرت بمراحلها المختلفة منذ أن كانت مسودة أو مقترح، وتم توزيعه على أكبر شريحة مستفيدة لإبداء الرأي والملاحظات والأخذ بتلك الآراء أو الملاحظات المتفق عليها.
3-3\	الواقعية : يجب أن تكون المواصفة واقعية وسهلة التطبيق والا يقود تطبيقها إلي رفع التكاليف وانحسار فرص المنتج أو الخدمة.
3-4\	الربحية : يجب أن تقود المواصفة عند تطبيقها بواسطة الجهة المعنية إلى خفض تكاليف الإنتاج ورفع كفاءة الآداء وزيادة حجم التسويق وتحقيق ربحية مشجعة لتكون دافعاً للمؤسسة والعاملين بها.
3-5\	الملاءمة: يجب أن تكون من خصائص تلك المواصفة الملاءمة في التطبيق لفترة طويلة حتى لا تكون عرضة للتبديل والتغيير والاضافات، التي إن وجدت يجب أن تكون ثانوية ويتم ادراجها بعد فترة من الزمان وبعد تجارب ميدانية طويلة.
4- إصدار المواصفات:
أصدرت المنظمة الدولية للمعايير «ISO» منذ إنشاءها عام /1947/ ولغاية عام /1997/، 10900 مواصفة في المجالات الآتية: الهندسة الميكانيكية، المواد الكيميائية الأساسية، المواد غير المعدنية، الفلزات، والمعادن، ومعالجة المعلومات، والتصوير، والزراعة، والبناء، والتكنولوجيات الخاصة، والصحة، والطب، والبيئة، والتغليف والتوزيع.
أصدرت ISO ضمن المواصفات المذكورة أعلاه سلسلتين من المواصفات هما ISO 9000، ISO 14000، السلسلة الأولى ذات علاقة بأنظمة إدارة الجودة والثانية بأنظمة إدارة البيئة.
تعمل في إعداد المواصفات المذكورة 900 لجنة فنية تصدر وتراجع حوالي 800 مواصفة قياسية كل عام.
اعتمدت اليوم أكثر من 51 دولة في العالم مواصفات ISO 9000 كمواصفات وطنية لديها بما في ذلك دول الاتحاد الأوروبي ودول EFTA واليابان والولايات المتحدة وألمانيا وغيرها.
1-	"ISO" كلمة مشتقة من الكلمة الإغريقية "ISOS" أي التساوي وليست اختصار التسمية. International Organization for Standardization وفي مجال المواصفات تعني ISO تساوي الشيء بالمقارنة مع المواصفة.
2-	"ISO" هي منظمة غير حكومية وليست جزءاً من الأمم المتحدة، مع أن أعضائها يمثلون أكثر من /120/ بلداً.
3-	كافة المواصفات الصادرة عن المنظمة اختيارية مع أن الكثير من الدول تعدّها مواصفات وطنية لها.
4-	"ISO" غير مسؤولة عن التحقق بمدى مطابقة ما ينفذه المستخدم للمواصفة مع متطلبات هذه المواصفة.
5-	من الضروري التمييز بين المواصفة القياسية للمنتج التي تبين الصفات المميزة المختلفة التي يجب أن تتوفر في المنتج ليكون مطابقاً للمواصفة القياسية له والمواصفة القياسية لنظام إدارة الجودة الذي يحدد أسلوب إدارة الجودة في الشركة، الذي يضمن مطابقة المنتج لمستوى الجودة الذي تم تحديده من قبل الشركة.
يمكن للشركة أن تحدد مستوى الجودة الذي تريده لمنتجها بالاعتماد على دراسة السوق ومتطلبات الزبون.
يساعد نظام إدارة الجودة على تخطيط المنتج المطلوب والحصول عليه على الدوام بنفس مستوى الجودة الذي تم تحديده.
تطبق أنظمة إدارة الجودة اليوم لدى أكثر من ربع مليون مؤسسة صناعية وخدمية في العالم.
5- المواصفات القياسية الدولية أيزو 9000:
تتكون المواصفات القياسية الدولية “ أيزو9000" من خمس مواصفات خاصة بإدارة وتأكيد الجودة. وهي:
- المواصفة الأولى - أيزو 9000 : هي المرشد الذي يحدد مجالات تطبيق كل من أيزو 9001 وأيزو 9002 وأيزو 9003.
- المواصفة الثانية - أيزو 9001 : تتضمن ما يجب أن يكون عليه نظام الجودة في الشركات الإنتاجية أو الخدمية التي يبدأ عملها بالتصميم وينتهي بخدمة ما بعد البيع وتضم 20 عنصراً من عناصر الجودة، وتبرز في هذه المواصفة أهمية التصميم الذي أصبح حيوياً للزبائن الذين يتطلبون منتجات بلا أخطاء.
- المواصفة الثالثة - أيزو 9002 : تتناول نظام الجودة في الشركات الإنتاجية أو الخدمية التي يقتصر عملها على الإنتاج والتركيب دون التصميم أو خدمة ما بعد البيع، وتضم 18 عنصراً من عناصر الجودة. المنتجات والخدمات في هذه المواصفة تكون قد صمَّمت وفحصت وسوِّقت، لذلك تهتم هذه المواصفة بالمحافظة على نظام الجودة القائمة بدلاً من تطوير نظم جودة لمنتجات جديدة.
- المواصفة الرابعة - أيزو 9003 : تخص الشركات التي لا تحتاج لنظم جودة شاملة لأنها لا تعمل بالإنتاج أو تقديم الخدمة، وإنما يقتصر عملها على الفحص والتفتيش والاختيار. مثال ذلك موِّردو البضائع الذين يقتصر عملهم على فحص واختيار منتجات جاهزة وردت إليهم من مصانع تطبيق نظم الجودة الشاملة.
- المواصفة الخامسة - 9004 :  تحدِّد عناصر ومكونات نظام الجودة، وتعدّ المرشد الذي يحدِّد كيفية إدارة الجودة. وهي بذلك تختلف جذرياً عن المواصفات 9003. 9002. 9001 في أن الأخيرة تعاقدية أو تتضمن صيغة التزام من المورِّد أو المصنع تجاه الزبون، والصفة التعاقدية هنا تفرض الحصول على شهادة، أما المواصفة 9004 فهي إرشادية فقط.
وبسبب تلك المقاييس العالمية ستصبح الشركات الأمريكية غير قادرة على بيع منتجاتها وخدماتها في أوروبا إن لم تحصل هذه الشركات على شهادة أيزو9000.
لقد أصبح الاهتمام بمواصفات الأيزو مثل العدوى، بل إن هذا الاهتمام بدأ يأخذ شكل حركة أحجار الدومينو. ما إن يتداعى منها حجر، حتى تتداعى كل الأحجار. وهناك تداع حقيقي باتجاه الأيزو على المستوى العالمي. أما الأسباب الدافعة لهذا الإتجاه العالمي فهي كثيرة، ومنها :
- انهيار الاتحاد السوفيتي ونظم الاقتصاد الموجِّه.
- المنافسة الشديدة في الأسواق العالمية.
- الاهتمام العالمي الكبير بالجودة الشاملة.
- سهولة تبني وتطبيق مواصفات الأيزو وشيوعها على المستوى العالمي.
- انعكاسات تطبيق الأيزو على فعالية الأداء والإنتاجية وثقافة الشركة.
كما بدأ تطبيق نظام الإيسو أيضا في بعض الدول مثل ألمانيا على المستشفيات، والعيادات الطبية.

## مراحل تطور الجودة
الجودة عملية تطويرية وليست ثورية Quality Programs an evolution, not revolution(1)

الإدارة الشاملة للجودة	يقوم العاملون بضبط العمليات	يقوم قسم الجودة بضبط العمليات	يفحص المصنع المنتج قبل شحنه للشاري	يفحص الشاري المنتج بعد وصوله إليه نظراً لاهتمامه بالكم والربح السريع
TQM	Operators use SPC	Quality department uses SPC	Inspect before shipping	Customer inspects at receiving
المرحلة الخامسة	المرحلة الرابعة	المرحلة الثالثة	المرحلة الثانية	المرحلة الأولى
- المرحلة الأولى:

تورد الشركة للزبون أي منتج نتيجة ولو كان مخالفاً للمواصفات ولا تقوم بأي شيء لمعالجة المخالفات حتى يقوم الزبون بتقديم شكوى وبإعادة المنتجات المخالفة ثانية للشركة.
إن هذه الطريقة قد أصبحت مكلفة للشركة وخاصة عندما أصبح لها منافسون يستطيعون توريد المنتج دون وجود مخالفات فيه وهذا ما اضطر الشركة إلى إجراء تغيير في إدارة عملها.
- المرحلة الثانية:

في هذه المرحلة من التطورات بدأت الشركة بفحص المنتج في المرحلة الأخيرة للإنتاج أو قبل شحن المنتج للزبون.
مع إن هذه الطريقة هي أفضل من السابق، كونها قد خفضت من عدد شكاوي الزبون، غير أن الشركة قد وعت مدى الخسارة التي تتكبدها جراء إنتاج منتجات سرعان ما ترفض عند الاستعداد لشحنها. ولذلك فقد تفهمت بأنه من الأفضل لها أن تكشف عن العيوب في المنتجات مبكراً أثناء عمليات إنتاجها، مما يتيح إيقاف المادة المعيبة التي يجري تصنيعها مبكراً قبل أن تتابع المراحل التالية في الإنتاج وتصبح منتجاً جاهزاً.
- المرحلة الثالثة:

في هذه المرحلة من تطور الجودة، تم تأسيس قسم للجودة في الشركة أوكلت إلى هذا القسم مهام مراقبة جودة المنتج واختباره ورفع تقارير عنه خلال مراحل الإنتاج التي تمر بها الشركة.
أتاحت هذه المرحلة من تطور الجودة الكشف المبكر عن العيوب واستخدمت فيها التقانات الإحصائية في مراقبة الإنتاج مما سمح بالكشف المبكر عن الانحرافات قبل حدوث العيوب.
غير أنه لا زالت هناك مشاكل، فكلما ازداد عدد العينات التي يقوم باختبارها قسم الجودة، كلما أصبحت الفترة الزمنية لحصول أقسام الإنتاج على نتائج الاختبارات أطول. وقد كان يستغرق دقائق أو ساعات أو ورديات كاملة حتى يصبح بالإمكان إعلام عامل التشغيل إيقاف العمل.
لحل هذه المشكلة كان لابد من تدريب العامل على الأساليب الإحصائية لضبط العمليات التي ينفذها وهذا ما أدى إلى المرحلة الرابعة من تطور الجودة.
- المرحلة الرابعة:

أتاحت هذه المرحلة قيام العامل نفسه بالضبط الإحصائي للعمليات التي ينفذها وهذا ما يسمى «الجودة في المنشأ». أتاحت هذه المرحلة للعامل أن يكتشف مدى الانحراف في القطعة التي ينتجها عن الحدود المسموح بها مما مكنه من إيقاف الإنتاج المناسب ومنع الحصول على منتجات معيبة وهذا ما أدى بدوره إلى منع إعادة تشغيل القطع المعيبة وتخفيف القطع التالفة.
غير أنه ما زالت هناك حالات تؤدي إلى حصول مشاكل في جودة المنتجات وتقع خارج سيطرة عامل التشغيل نفسه.
وهذا ما أدى إلى المرحلة التالية من تطور الجودة والتي استدعت مشاركة كافة أقسام الشركة في برنامج الجودة فيها.
- المرحلة الخامسة:

هذه المرحلة من تطور الجودة أصبح كل عامل في الشركة منذ عملية تصميم المنتج مروراً بعملية شراء المواد الأولية وحتى الإنتاج النهائي له وتسليمه للزبون يعي بأن هدف الشركة هو إنتاج منتجات بأقل الأسعار وبأفضل جودة وتسليمها للزبون بأسرع ما يمكن.
وهذا يعني أن التصميم يجب أن يكون قابلاً للإنتاج وبأن المواد المستخدمة لتصنيع المنتج يجب أن تكون بالجودة الأفضل وبأن عمليات الإنتاج يجب أن تراقب لتحقيق الجودة الأفضل في المنتج النهائي.
في إطار هذه الظروف يمكن اعتبار الشركة ضمن الشركات ذات الصنف العالمي (World Class Company).
تحقيق متطلبات الجودة في المؤسسة
إن متطلبات الجودة تعني المتطلبات ذات الصلة بجودة المنتج أو العمليات أي بالمتطلبات ذات الصلة بالصفات المميزة للمنتج أو بالصفات المميزة للعمليات أو غيرها. فيقال إن متطلبات الجودة للمنتج (A) تعني المواصفات الفنية المطلوبة له وقيمها. من الواضح أنه لا يمكن تحقيق متطلبات الجودة بالصدفة. لذلك بات من الضروري تأسيس أنظمة إدارة للجودة لتحقيق هذه المتطلبات.
1- ضرورات تطبيق أنظمة إدارة الجودة:
يحتاج المورد (المنتج، الموزع، مقدم الخدمة…إلخ) إلى نظام فعال لإدارة الجودة في المؤسسة، يتيح له تحليل متطلبات الزبون وتحديد كافة العمليات الإنتاجية والمساعدة التي تضمن الحصول على المنتج بالمواصفات المطلوبة ويجعل كافة العمليات فيها تحت المراقبة والضبط إضافة إلى ذلك فإن مثل هذا النظام لإدارة الجودة، يجب أن يقدم التحسينات المستمرة التي تؤدي إلى تطوير المنتجات والعمليات.
لقد يسرت عائلة المواصفات القياسية ISO 9000 على المنشآت مهمة تأسيس أنظمة إدارة الجودة بتحديدها الصفات التي يجب أن تتسم بها هذه الأنظمة، ما يسهل إنتاج السلع بمستوى الجودة المطلوب والمحافظة على هذا المستوى بشكل مستديم. إن نظام إدارة الجودة هو الآلية التي تستطيع بواسطتها المنشأة أن تنظم عملياتها وتدير مواردها كي تحقق الجودة وتحسنها بشكل اقتصادي في كافة الأنشطة التي تقوم بها.
2- الخطوات المطلوب اتخاذها لتطبيق أنظمة إدارة الجودة:
يعدّ نظام إدارة الجودة أحد أنظمة الإدارة المطبقة في المؤسسة، والتي يمكن أن تشمل أنظمة الإدارة المالية والبيئية وغيرها.
سعياً في التطبيق الأمثل لأنظمة إدارة الجودة لا بد من اتخاذ الخطوات التالية:
•	تحديد سياسة الجودة وأهداف الجودة في المنشأة.
•	تحديد العمليات الأساسية التي تؤثر على تحقيق أهداف الجودة.
•	تحديد الوسائل والمعايير اللازمة لتحسين فاعلية العمليات.
•	فحص النتائج للوقوف على مدى تحسن فاعلية العمليات.
•	تحديد الوسائل لمنع العيوب وتخفيض الهدر وإعادة التشغيل.
•	التحسين المستمر للعمليات بهدف تحسين الفاعلية والمردود.
المبحث الخامس
البنى الداعمة للجودة
1- تطوير ثقافة الجودة:
لقد أكد مؤسسو علم الجودة، «ديمنغ وكروسبي» في مؤلفاتهم على أهمية بناء ثقافة الجودة، كشرط مسبق لابد منه، كي تنجح المؤسسات في مساعيها لتحسين الجودة. ويعدّ بناء ثقافة الجودة الملائمة للمؤسسة أمراً حيوياً لتطورها.
ما معنى ثقافة الجودة؟
بينما توجد عدة تعاريف للثقافة، فإنه يمكن استخدام التعريف الآتي لثقافة الجودة لجماعة ما: «ثقافة الجودة هي مجموعة من القيم ذات الصلة بالجودة التي يتم تعلمها بشكل مشترك من أجل تطوير قدرة المؤسسة على مجابهة الظروف الخارجية التي تحيط بها وعلى إدارة شؤونها الداخلية» (أدكارشاين، تنظيم الثقافة والقيادة، 1985)..
هناك تمييز بين الثقافة العامة في المجتمع والثقافة داخل المؤسسة ومع أن الأخيرة يمكن أن تتأثر بالثقافة العامة إلا انه يمكن بناؤها داخل المؤسسة. من الأمثلة عن القيم العامة للجودة ما يلي:
قيم الإدارة:
-	الإيمان بالتحسين المستمر للجودة.
-	اعتبار الجودة عاملاً استراتيجياً لأعمال الإدارة.
-	إعطاء الجودة الاهتمام الأكبر في التنظيم.
-	توزع المسؤولية عن الجودة بين أقسام الإنتاج كافة.
-	الاهتمام بسعادة العاملين في المؤسسة وتحفيزهم. لأن إرضاء الزبون هو نتيجة لإرضاء العاملين فيها.
قيم العاملين:
-	كل عامل مسؤول عن جودة ما ينتجه.
-	ضرورة تنفيذ الأعمال دون أخطاء من المرة الأولى.
-	هدف العامل هو الإنتاج بدون عيوب.
-	مشاركة العامل تعدّ أساسية لتحسين الجودة في المؤسسة.
-	حل المشاكل بشكل مستمر يجب أن تكون القاعدة للعمل.
وللوصول إلى هذه القيم لا بد من تحليل الفجوة القائمة بين القيم المرغوبة للجودة والقيم السائدة في المؤسسة وإيجاد الحلول التصحيحية لمعالجة هذه الفجوة، ما يساعد المؤسسة على تحقيق أهدافها وقدرتها على المنافسة.
2- ضرورة توفير البنى التحتية الفنية الداعمة للجودة:
لقد أصبح لتوفير البنى التحتية الداعمة للجودة أهميته الكبيرة في الوقت الحاضر لتحقيق جودة المنتج ولإزالة العوائق الفنية التي تحول دون دخوله الأسواق الخارجية. ومع أن حصول المؤسسة على شهادة المطابقة لإحدى المواصفات القياسية ISO 9000 هو أمر هام لزيادة فرص التصدير وتحسين الجودة إلا أنه غير كاف. ذلك لأن الدول تضع ضمن أولوياتها في الاستيراد، الصحة والسلامة وحماية البيئة وتتطلب تحقق شروط فنية فيما يتعلق بالمواصفات والاختبارات وغيرها.
ولا يمكن تحقيق ذلك إلا بالاهتمام الجدي في دعم وتطوير البنى التحتية المتعلقة بالقياس والمعايرة والمواصفات والتحليل والاختبار.
3- تأسيس هيئات وطنية لتنسيق أنشطة الجودة:
نظراً لقيام العديد من الجهات بالنشاطات ذات الصلة بالجودة ولضعف التنسيق فيما بينها ولعدم وجود إدارة تهتم بتنظيم أعمالها وتطويرها بما يحقق السياسة العامة المطلوبة للجودة وأهدافها. فإن الحاجة تستدعي ضرورة تأسيس هيئات وطنية لإدارة هذه الأنشطة وتوجيهها.
المبحث السادس
الرقابة على الجودة
الرقابة على الجودة (Quality control) هي عملية مستمرة تبدأ مع بداية الإنتاج وتنتهي عند المستهلك، وتسعى للتحقق من أن المنتجات أو الخدمات تنتج بالمواصفات والمقاييس والمعاير المطلوبة وتستوفي الشروط المطلوبة، وهنالك ثلالثة أنواع من الرقابة تحقق في حال وجودها مجتمعة مفهوم رقابة الجودة الشاملة TQM :
1-	الرقابة الأمامية على الجودة، وهي منع دخول المدخلات التي لاتتوفر بها الشروط المطلوبة.
2-	الرقابة الحالية على الجودة، وهي رقابة خط الإنتاج لجملة العمليات، وخاصة في الانتقال من عملية إلى أخرى. وهذه المرحلة من أهم المراحل نظراً لأن التكلفة الناجمة عن التنفيذ غير السليم ستكون كبيرة.
3-	الرقابة الخلفية على الجودة، وهي تتم بعد الانتهاء من تصنيع المنتج بغرض التأكد من استيفاء المنتج للمواصفات الموضوعة، وفي حال اكتشاف عيب أو خطأ يتم إعادتها لإصلاحها أو لاستبعادها. (1)
المبحث السابع
بعض التصورات الخاطئة عن الجودة وأهم ميزات تنظيم الجودة
1- التصورات الخاطئة عن الجودة:
1-1\	التكاليف العالية: إن تخفيض نسب العيوب والمنتجات المرفوضة يعطي فائدة أكبر من تكاليف تنظيم الجودة.
1-2\	الزيادة في العمالة: تحديد معايير إنتاجية أفضل وخفض أعداد المفتشين.
1-3\	التضييق على العمال وخنق روح الإبداع: إن تنظيم الجودة لن يتحقق إلا بتثقيف العمال على أنهم هم الذين يبنون الجودة في المنتج وهم الذين يحسنون عمليات الإنتاج ويقومون بالأعمال التصحيحية لمعالجة العيوب الحاصلة في الإنتاج. إن تحقيق الجودة ليس أوامر عليا بل عملية تطور مستمر يقوم بها العاملون في المؤسسة ومهمة الإدارة هي تحفيزهم على القيام بذلك.
2- أما أهم ميزات تنظيم الجودة فهي:
2-1\	إرضاء أكبر لحاجات ورغبات الزبائن المتزايدة باستمرار.
2-2\	الاستغلال الأمثل للموارد الوطنية على أكمل وجه.
2-3\	تحسين الإنتاج كماً ونوعاً.
2-4\	خفض التكاليف.
2-5\	لائمة العرض للطلب ورفع وتيرة التسويق.
2-6\	الإقلاق من الخصومات التجارية.
2-7\	تحسين بيئة العمل.
2-8\	زيادة الأمان في العمل.
2-9\	زيادة فرص التصدير.
المراجع:
أولاً : مراجع الكتب:
+ خضير كاظم، إدارة الجودة الشاملة (عمان : دار المسيرة للنشر والتوزيع والطباعة، 2000)
+ شريف العاصي، التسويق النظرية والتطبيق (القاهرة : جامعة الزقازيق 2004)
+ محمد الخشروم + نبيل موسى، إدارة الأعمال (الرياض : مكتبة الشقري، 1999)
محمد صالح سواس: الجودة الشاملة وفق المعايير الدولية.1999
ثانياً : مراجع الدوريات:
+ فايغونباوم، العدد الأخير من مجلة TQM لعام 1999
ثالثاً : مراجع الشبكة العنكبوتية (Internet):
http://www.fiseb.com+ المكتبة الإلكترونية المجانية، إدارة الأعمال،
رابعاً : مراجع غير منشورة:
+ شريف العاصي، مادة التسويق، برنامج ماجستير إدارة الأعمال، الأكاديمية العربية للعلوم والتكنولوجيا (جدة : الغرفة التجارية الصناعية، 2004)
محمد علي عبد العزيز حلواني
عبد الله جاد فودة، إدارة الجودة الشاملة من منظور إسلامي
مدونة عمرانيات
http://umranyat.blogspot.com/2007/09/blog-post_25.html

## وظائف في مجال الجودة
- المسؤول الأول عن إدارة الجودة
- خبير جودة
- مهندس جودة
- مدير جودة
- مفتش الجودة
- اخصائى رقابة جودة
- مراقب وثائق الجودة
- منسق الجودة

## اقرأ أيضاً
- أدوات الجودة السبعة
- ضمان الجودة
- ضبط الجودة
- إدارة الجودة الشاملة
- إدارة الجودة
- خبير جودة
- قائمة مواضيع إدارة وهندسة الجودة
- جوائز التميز في الجودة مثل جائزة الشيخ عبدالوهاب الموسى للتميز التعليمي
- توجيهات